# Tasch-Kömür

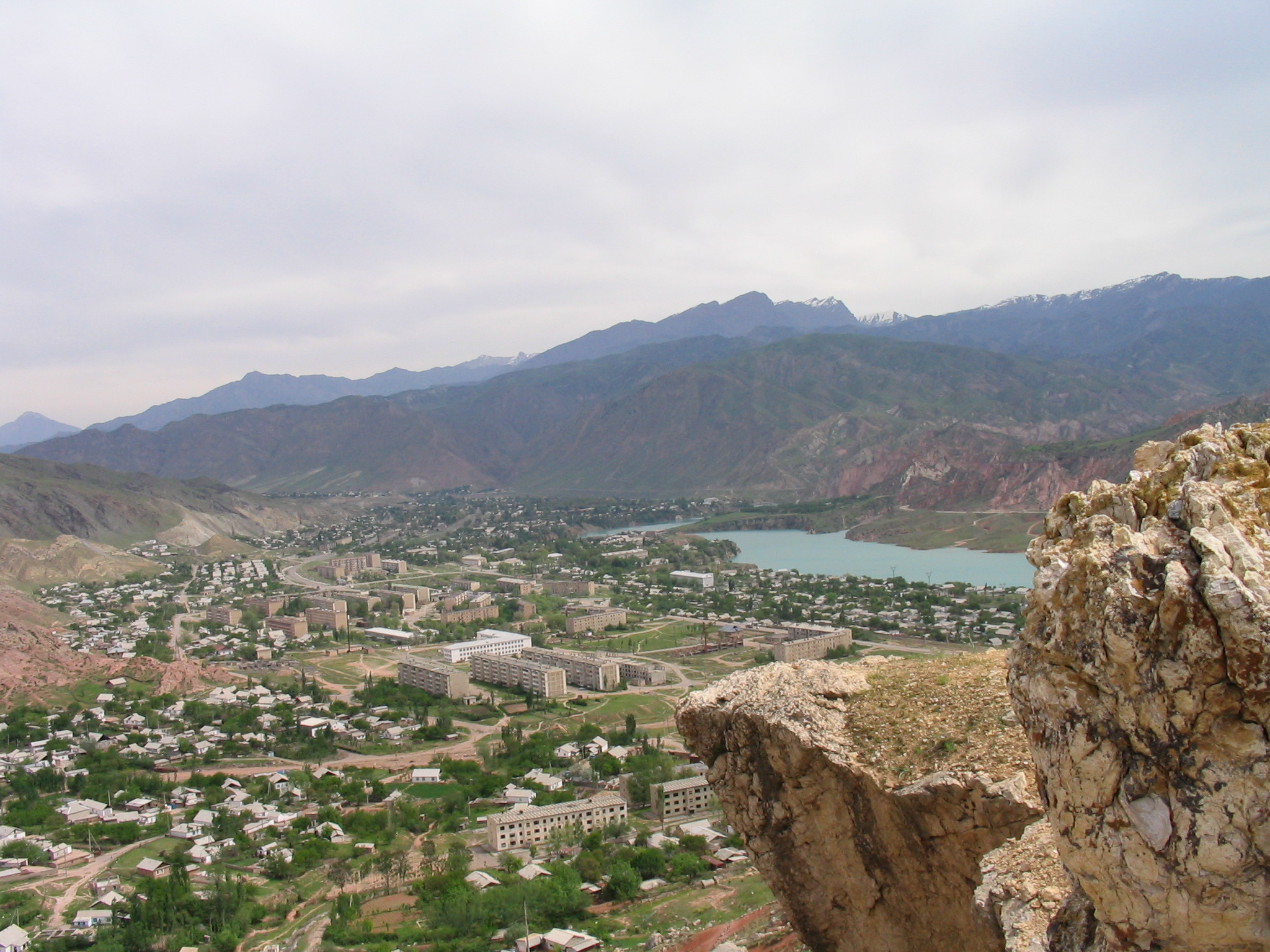
Tasch-Kömür, Ansicht von einem Hügel südwestlich der Stadt

Tasch-Kömür (kirgisisch Ташкөмүр; russisch Таш-Кумыр) ist eine früher stark vom Bergbau geprägte Stadt im Westen Kirgisistans mit 36.889 Einwohnern (Stand 2022).

## Geographie
Tasch-Kömür liegt im Oblus Dschalal-Abad im Tal des Naryn, etwa 90 km nordwestlich von Dschalal-Abad. Die Stadt erstreckt sich westlich des Flusses, während die wichtige Fernstraße von Bischkek nach Osch gegenüber auf der Ostseite des Flusses verläuft. Das Stadtgebiet umfasst eine Fläche von 48,3 km².

## Geschichte
In den 1930er Jahren begann die planmäßige Nutzung von Kohlevorkommen im Gebiet der heutigen Stadt. Zu diesem Zweck wurde 1935 eine hier endende Bahnstrecke errichtet. Für eine bereits früher entstandene kleine Siedlung setzte damit ein starkes Wachstum ein, so dass sie im Jahr 1943 den Status einer Stadt erhielt. Zu diesem Zeitpunkt war bereits eine Eisenbahnanbindung nach Süden entstanden, welche Tasch-Kömür mit dem damaligen Gebiet der Usbekischen Sozialistischen Sowjetrepublik bzw. dem heutigen Usbekistan verbindet; bis zum heutigen Tag besteht aber keine Verbindung zu anderen Eisenbahnstrecken innerhalb Kirgisistans.
Die Einwohnerzahl der Stadt lag 1975 etwa bei 17.300 Personen. 2022 lebten in Tasch-Kömür (ohne umliegende Ortschaften) 18.868 Einwohner.